# Nicole Haislett
Nicole Haislett, född 16 december 1972, är en amerikansk före detta simmare som blev trippel olympisk guldmedaljör vid OS 1992.
Vid världsmästerskapen i simsport 1991 vann Haislett tre guldmedaljer.

### Fotnoter
1. ↑  ”Nicole Haislett Bio, Stats, and Results - Olympics at Sports.reference.com”. sportsreference.com. Sportsreference. Arkiverad från originalet den 16 juli 2011. https://web.archive.org/web/20110716022815/http://www.sports-reference.com/olympics/athletes/ha/nicole-haislett-1.html. Läst 8 oktober 2015.
2. ↑  ”Arkiverade kopian”. Arkiverad från originalet den 24 augusti 2015. https://web.archive.org/web/20150824021342/http://www.fina.org/H2O/docs/histofina/swimming_50m.pdf. Läst 21 augusti 2015. HistoFINA - SWIMMING MEDALLISTS AND STATISTICS AT FINA WORLD CHAMPIONSHIPS (50M) (engelska)